# Високошвидкісна залізниця Леон — Астурія
Високошвидкісна залізниця Леон — Астурія — високошвидкісна залізниця в Іспанії.
Перший етап будівництва тунелю Пахарес був зданий в експлуатацію наприкінці 2023 року.
Маршрут сполучає північне іспанське місто Леон (Кастилія і Леон) з Ов'єдо та Хіхоном в Астурії.

Вона є продовженням високошвидкісних залізниць Мадрид — Вальядолід та Вальядолід — Вента-де-Баньос — Паленсія — Леон.
На дистанціях Леон — Ла-Робла (двоколійна) і Пола-де-Лена (муніципалітет Лена) — Ов'єдо — Хіхон (переважно одноколійна) ширококолійні колії старої лінії Леон — Ов'єдо — Хіхон використовуються з частковою модернізацією.
Траса електрифікована постійною напругою 3 кВ.

Заходи з модернізації містять, серед іншого, реконструкцію колії на дистанції Хіхон — Лавіана за 30 мільйонів євро та модернізацію 12 підстанцій за 17 мільйонів євро.
Проводяться дослідження нових новобудов.
Дистанцію Ла-Робла — Пола-де-Лена прокладено через нещодавно побудований тунель Пахарес, який спочатку матиме дві ширококолійні колії та третю рейку на східній колії, необхідну для транспортних засобів стандартної колії.
Це виключає трудомістку подорож одноколійним маршрутом.
Перші тест-драйви на трасі тунелю відбулися у вересні 2021 року.

Введення в експлуатацію відбулося наприкінці 2023 року.
Максимальна швидкість на маршруті 350 км/год, але на початок 2020-х вона не може використовуватися в експлуатації.
Очікувалося, що час у дорозі скоротиться на 40—45 хвилин порівняно з попередніми 3 годинами 15 хвилинами.

Час у дорозі з Мадрида до Хіхона скорочується з 5 годин 15 хвилин приблизно до 4 годин 30 хвилин.

## Історія
Вартість будівництва нової лінії склала щонайменше 3,716 млрд євро.

Окрім керування поїздом ASFA (максимальна швидкість 200 км/год) використовується Європейська система управління залізничним рухом, яка дозволяє збільшити швидкість до 250 км/год.